# Mahala (gmina Osmaci)
Mahala (cyr. Махала) – wieś w Bośni i Hercegowinie, w Republice Serbskiej, w gminie Osmaci. W 2013 roku liczyła 578 mieszkańców.